# Cinnyris moreaui
El suimanga de Moreau (Cinnyris moreaui) es una especie de ave paseriforme de la familia Nectariniidae endémica de las montañas de Tanzania. 

## Descripción
El suimanga de Moreau es un pájaro pequeño, que mide unos 12 cm de largo. El macho adulto tiene las partes superiores principalmente de color verde broncíneo iridiscente, con el obispillo verde y la cola de color pardo oscuro. La garganta también verde está separada de una mancha entre roja y anaranjada del pecho por una banda estrecha azul. El resto del pecho y los costados son amarillos que se torna blanquecino en el vientre. Los ojos son marrones oscuros o negros y su pico largo y curvo es negro. La hembra adulta tiene las partes superiores de color verde oliváceo, con el plumaje del píleo y el manto enmarcado con un gris verdoso metálico. Su cola es de color pardo con las plumas exteriores más claras. La garganta y barbilla son de color amarillo grisáceo y su pecho y vientre son de color amarillo verdoso. Sus ojos son de color pardo oscuro y su pico y patas son negros. El macho juvenil es similar al macho adulto pero sus partes superiores son de color verde grisáceo oscuro y sin iridescencias, y con las partes inferiores de color verde amarillento oscuro. Las hembras juveniles se parecen a las adultas pero de tonos más apagados y sin el borde metálico en el píleo y manto. Sus partes inferiores son de un verde amarillento de tono menos intenso.

## Distribución y hábitat
El suimanga de Moreau es endémico de las montañas del sur de Tanzania, donde ocupa los bosques húmedos tropicales entre los 1350 y 1800 metros de altitud en la mayor parte de su distribución, aunque puede alcanzar los 2500 m en las montañas Udzungwa del Arco montañoso Oriental.

## Comportamiento y ecología
El suimanga de Moreau normalmente se encuentra el dosel del bosque y sobre los arbustos. A veces se incorpora a bandadas mixtas con otros pájaros pequeños.
Se alimenta de néctar y algunos insectos. La hembra se encarga de construir el nido, que consiste en una pequeña estructura cubierta con una entrada en la parte superior.